# 劉橫
刘横（？—前9年），西汉菑川考王刘尚子，公元前40年继承父位为菑川王，公元前10年卒，在位31年，谥孝，子刘友嗣。

## 兒子
- 菑川懷王劉友
- 北鄉侯劉譚
- 廣釐侯劉便
- 平節侯劉服
- 臺鄉侯劉畛

| 前任： 父考王刘尚 | 西汉菑川王 前40年—前10年 | 繼任： 子懷王刘友 |